# Liste der Vertriebenendenkmale in Slowenien
Diese Liste der Vertriebenendenkmale in Slowenien verzeichnet die Vertriebenendenkmale in Slowenien.

## Liste
- Apače (Abstall), Seitenwand der Kirche (2003): Gedenktafel auf Deutsch und Slowenisch mit Namen der Opfer. „Im Gedenken an die Gefallenen und Ermordeten der Kriegs- und Nachkriegsjahre 1941–1946 aus dem Abstaller Feld.“
- Lager Sterntal: „In Memoriam. Den Opfern aus Slowenien, Kroatien, Ungarn, Österreich, Deutschland, Italien und allen anderen, die gelitten und gestorben und während oder nach dem II. Weltkrieg im Lager Sternthal gestorben sind. Den Toten zum Gedenken, den Lebenden zur Mahnung. Kidricevo, 29. 11. 1992 Slovenska Ljudska Stranka.“
- Prevalje (Liescha), Gedenkstätte für 300 Zivilisten, die im Mai 1945 verschleppt und ermordet wurden. Holzkreuz aus den 1980er Jahren, 2009 erneuert: „In schmerzlichem Gedenken an alle schuldlosen Nachkriegsopfer von 1945 aus Kärnten und Slowenien. Die Angehörigen und Freunde.“